# Гонтарь, Юрий Афанасьевич
Ю́рий Афана́сьевич Го́нтарь (род. 30 июля 1947 года, Галюгаевская, Курский район, Ставропольский край, СССР) — российский государственный и политический деятель. Руководитель фракции «Единая Россия» в Думе Ставропольского края с 7 мая 2004 года. Член Президиума регионального политического совета партии «Единая Россия».

## Биография
Юрий Афанасьевич Гонтарь родился 30 июля 1947 года в станице Галюгаевская Ставропольского края.

Окончил Волгоградский институт инженеров городского хозяйства по специальности «инженер-строитель», градостроительный факультет Московский архитектурный института по специальности «архитектор в области градостроительства» и Ростовскую Высшую партийную школу.
- до 1968 — прохождение срочной службы в составе группы советских войск в Германии.
- 1968—1974 — работа в строительных учреждениях Нефтекумского района мастером, прорабом, главным инженером.
- 1974—1981 — главный архитектор Нефтекумска и Нефтекумского района.
- 1981—1985 — председатель исполкома Нефтекумского городского Совета народных депутатов.
- 1986—1990 — начальник строительного управления № 1 (г. Нефтекумск).
- 1990—1992 — председатель исполкома Нефтекумского районного Совета народных депутатов.
- 1992—1994 — глава администрации Нефтекумского района
- С 1994 года — депутат Государственной думы Ставропольского края.
- 1994—2001 — вице-спикер Государственной думы Ставропольского края.
- В 2002 году вступил в партию «Единая Россия».
- 2001—2007 — председатель Государственной думы Ставропольского края.
- В 2007 году — избран депутатом ГД СК по Кировскому одномандатному округу.
- 2007—2008 — начальник филиала «Северо-Кавказское управление» ОАО «Московский Индустриальный банк», депутат на непостоянной основе.
- 2008—2011 — депутат Думы Ставропольского края 4 созыва, работающий на профессиональной постоянной основе.
- С 2016 года — председатель комитета Думы Ставропольского края по казачеству, безопасности, межпарламентским связям и общественным объединениям.

### Другая деятельность
- 27 марта 1994 года был избран депутатом Государственной думы Ставропольского края первого созыва.
- До избрания председателем Думы в 2001 году избирался заместителем председателя Государственной думы Ставропольского края. Автор законодательных инициатив по становлению казачества в крае. Возглавляет краевой фонд «Возрождение казачества». После отставки в 2007 году с поста председателя Государственной думы Ставропольского края неоднократно (14 декабря 1997, 16 декабря 2001, 11 марта 2007, 4 декабря 2011, 18 сентября 2016, 19 сентября 2021) избирался депутатом.
- Возглавлял Ставропольское региональное отделение «Единой России» (до этого — общероссийской политической общественной организации «Отечество»).
- Профессор финансово-экономического факультета Северо-Кавказского гуманитарно-технического института. Имеет учёную степень доцента.

## Награды и звания
- Орден «За заслуги перед Отечеством» IV степени (21 декабря 2005) — за большой вклад в формирование правового государства и заслуги в законотворческой деятельности.
- Заслуженный строитель Российской Федерации (1998) — за заслуги в области строительства и многолетний добросовестный труд.
- Почётный гражданин Нефтекумска.
- Медаль «За заслуги перед Ставропольским краем».
- Ордена Преподобного Сергия Радонежского II степени и Святого благоверного князя Даниила Московского (РПЦ).
- Подполковник запаса.
- Кандидат экономических наук.

## Семейная жизнь
Женат. Отец троих детей.